# تاج محل (فنان)
تاج محل (بالإنجليزية: Taj Mahal)‏ (و. 1942  م) هو موسيقي، ومغني، وعازف بانجو، وعازف بيانو أمريكي، ولد في نيويورك، شارك في مهرجان ماريبوسا الشعبي 1976، ومهرجان ماريبوسا الشعبي 1977.

## التعليم
تعلم في جامعة ماساتشوستس في أمهرست.

## وصلات خارجية
- تاج محل على موقع IMDb (الإنجليزية)
- تاج محل على موقع الموسوعة البريطانية (الإنجليزية)
- تاج محل على موقع ألو سيني (الفرنسية)
- تاج محل على موقع ميوزك برينز (الإنجليزية)
- تاج محل على موقع رولينغ ستون (الإنجليزية)
- تاج محل على موقع أول موفي (الإنجليزية)
- تاج محل على موقع قاعدة بيانات برودواي على الإنترنت (الإنجليزية)
- تاج محل على موقع قاعدة بيانات الأفلام السويدية (السويدية)
- تاج محل على موقع أول ميوزيك (الإنجليزية)
- تاج محل على موقع ديسكوغز (الإنجليزية)